# Płońsko
Płońsko (pronunciación en polaco: /ˈpwɔj̃skɔ/; en alemán: Plönzig) es un pueblo ubicado en el distrito administrativo (gmina) de Przelewice, en el condado de Pyrzyce, voivodato de Pomerania Occidental, Polonia. Según el censo de 2011, tiene una población de 275 habitantes.
Está ubicado aproximadamente a 5 kilómetros al este de Przelewice, a 19 kilómetros al este de Pyrzyce, y a 52 kilómetros al sureste de la capital regional Szczecin.
Antes de 1945, el área fue parte de Alemania. Para la historia de la región, véase Historia de Pomerania.